# Światowy Dzień Oszczędzania

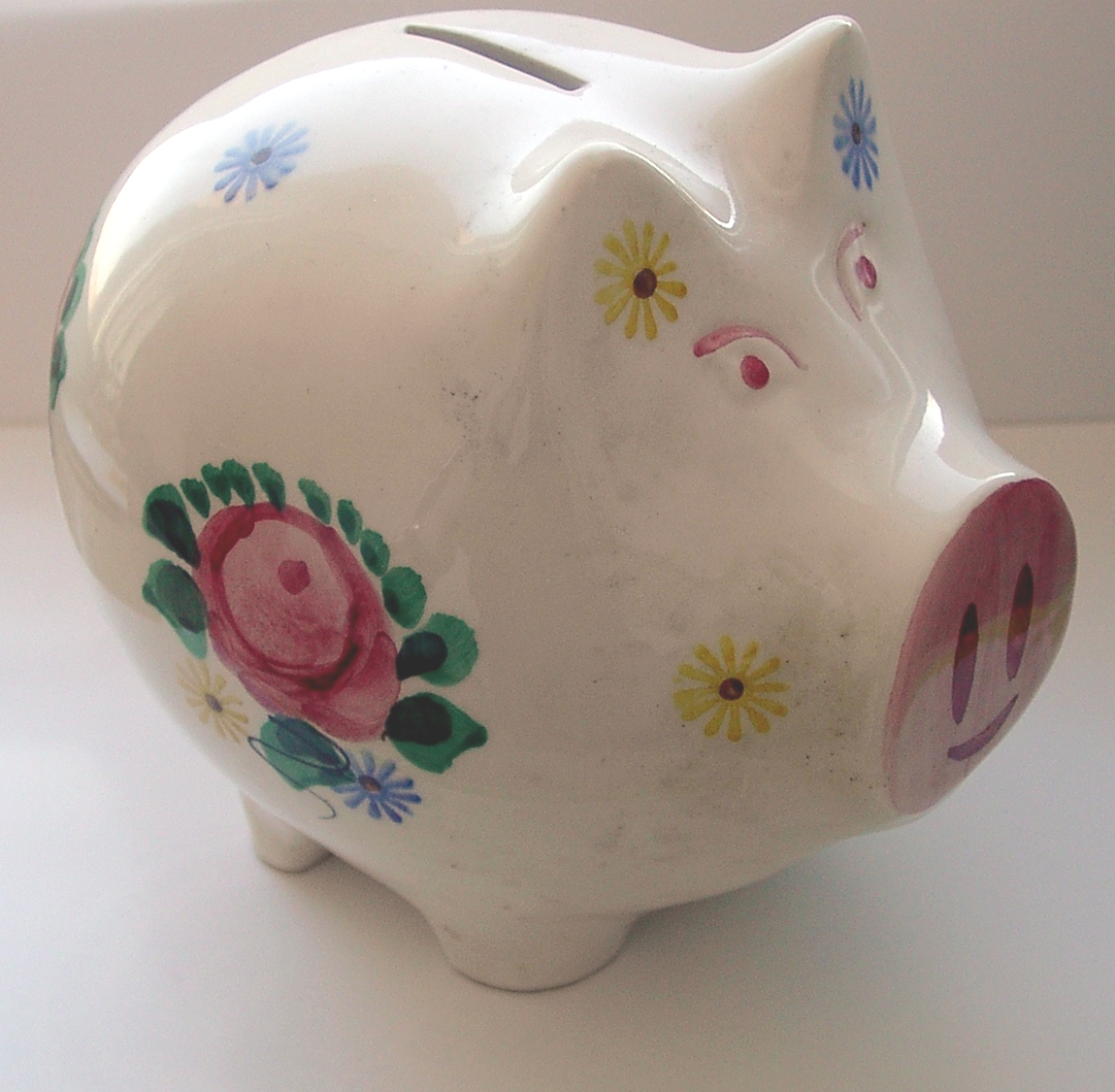
Skarbonka w kształcie świnki

Światowy Dzień Oszczędzania – święto obchodzone corocznie 31 października powstałe z inicjatywy przedstawicieli banków europejskich podczas 1. Międzynarodowej Konferencji Kas Oszczędnościowych w Mediolanie w 1924 roku w celu zapewnienia stabilnego i długotrwałego rozwoju społeczeństw poprzez promowanie idei oszczędzania.
W kongresie wzięło udział 354 delegatów z 27 krajów. Główną postacią, która uczestniczyła w kongresie był prof. Filippo Ravizza, ówczesny dyrektor nowo powstałego Światowego Instytutu Kas Oszczędnościowych (World Savings Banks Institute, WSBI).
Według uczestników kongresu, odpowiednia wiedza na temat pomnażania oszczędności miała w perspektywie zapewnić stabilny rozwój społeczeństw. W tym celu postanowiono, iż 31 października każdego roku będą organizować w swoich krajach działania edukacyjne kierowane do wszystkich obywateli, niezależnie od wieku, statusu społecznego czy posiadanych środków.